# Lepanthes echinata
Lepanthes echinata là một loài thực vật có hoa trong họ Lan. Loài này được Luer & Cloes mô tả khoa học đầu tiên năm 2001.